# August-Exter-Straße
Die August-Exter-Straße, benannt nach dem Architekten August Exter (1858–1933), ist eine Straße im Münchner Stadtteil Pasing, die ab 1892 im Rahmen der Entwicklung der Villenkolonie Pasing I angelegt wurde.  

## Geschichte
Die August-Exter-Straße beginnt an der Nordseite des Pasinger Bahnhofs und verläuft nach Nordosten zur Offenbachstraße. Bei der Anlegung wurde ein bereits vorhandener Weg genutzt. Um 1895 begann unter der Leitung des Büros August Exter beiderseits des nördlich vom Wensauerplatz liegenden Abschnitts eine geschlossene Bebauung mit Villen mittelständischen Charakters. Da im Verlauf des 20. Jahrhunderts nur wenige Neubauten entlang der Straße errichtet wurden, vor allem im Bereich des Wensauerplatzes, gibt die August-Exter-Straße den Charakter des Villenviertels am wenigsten gestört wieder.

## Baudenkmäler
- August-Exter-Straße 8 (Villa)
- August-Exter-Straße 9 (Villa)
- August-Exter-Straße 10 (Villa)
- August-Exter-Straße 15 (Villa)
- August-Exter-Straße 19 (Villa)
- August-Exter-Straße 20 (Villa)
- August-Exter-Straße 21 (Villa)
- August-Exter-Straße 22 (Villa)
- August-Exter-Straße 23 (Villa), Doppelhaus mit Nr. 25
- August-Exter-Straße 24 (Villa)
- August-Exter-Straße 25 (Villa), Doppelhaus mit Nr. 23
- August-Exter-Straße 27 (Villa)
- August-Exter-Straße 30 (Villa), Doppelhaus mit Nr. 28 (kein Einzeldenkmal)
- August-Exter-Straße 32 (Villa)
- August-Exter-Straße 34 (Villa)
- August-Exter-Straße 36 (Villa)

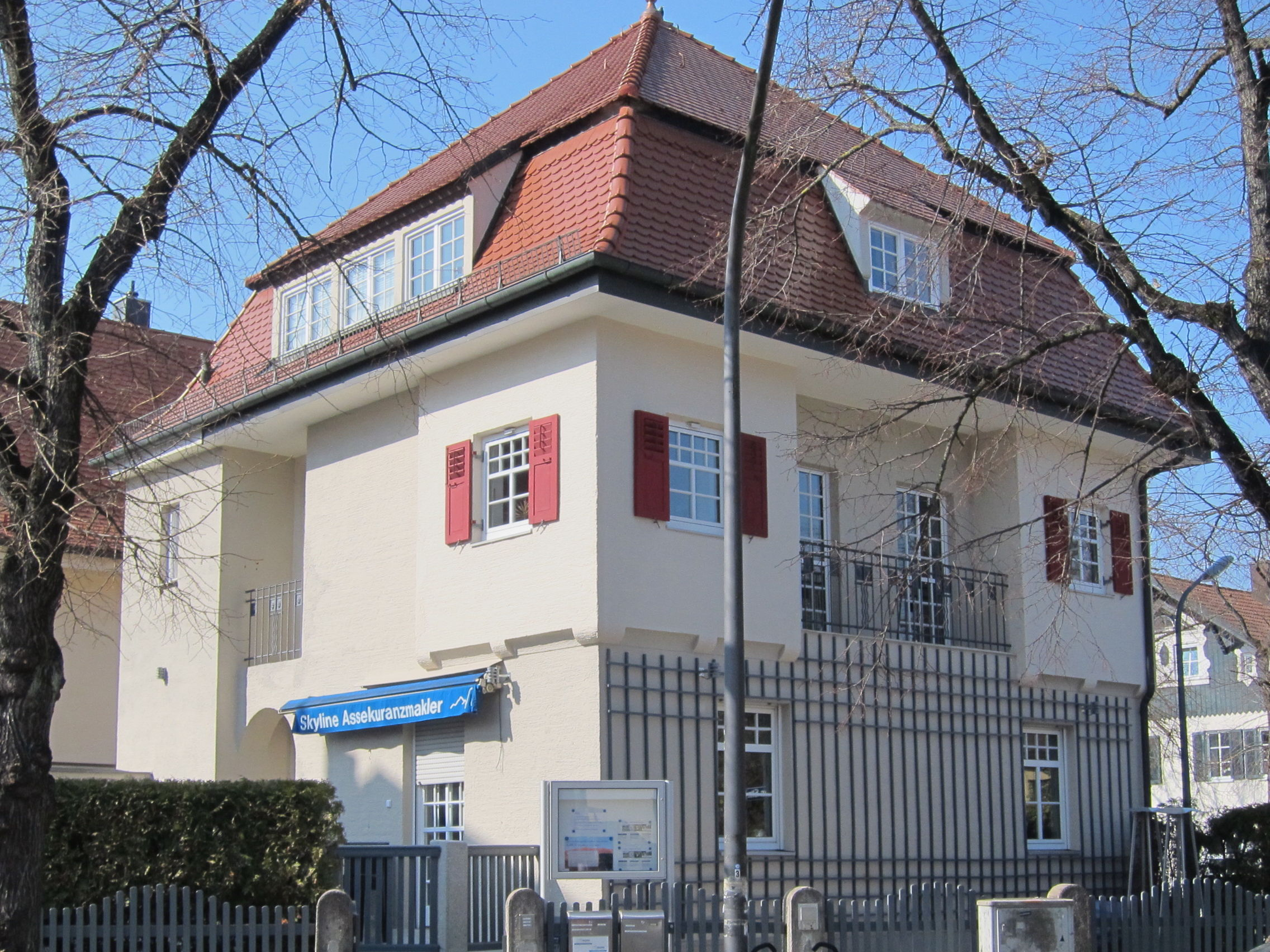
Villa August-Exter-Straße 9
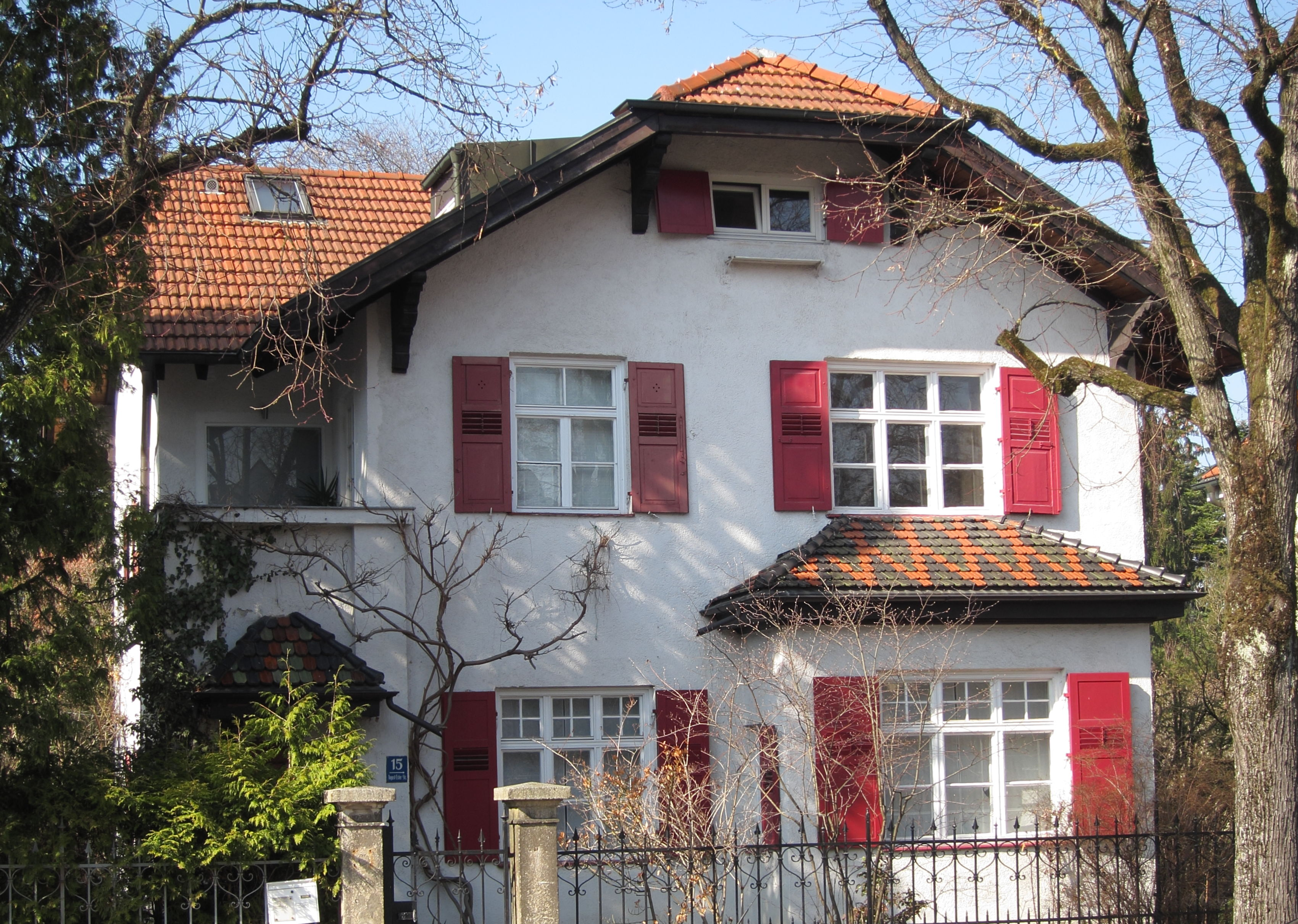
Villa August-Exter-Straße 15
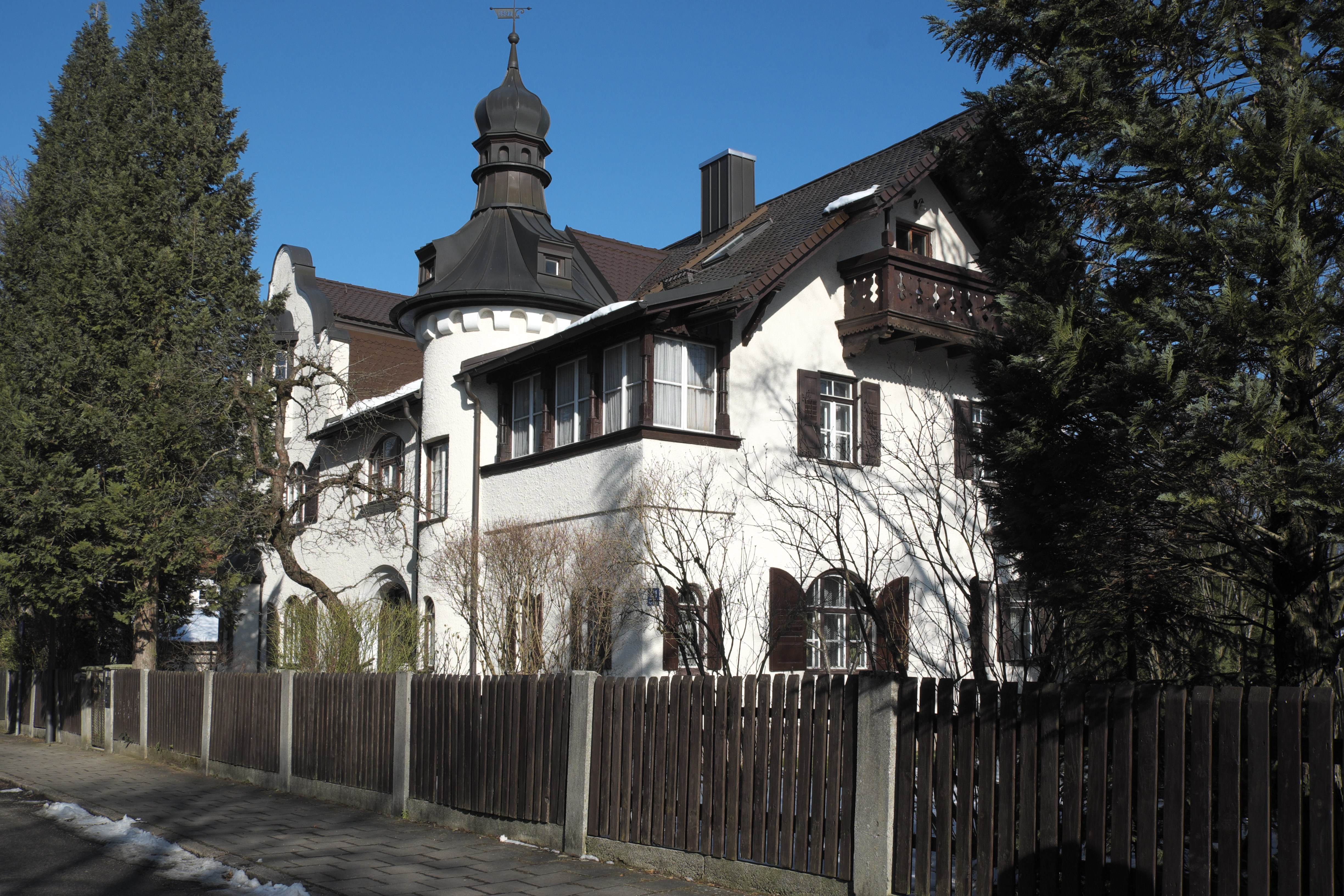
Villa August-Exter-Straße 21
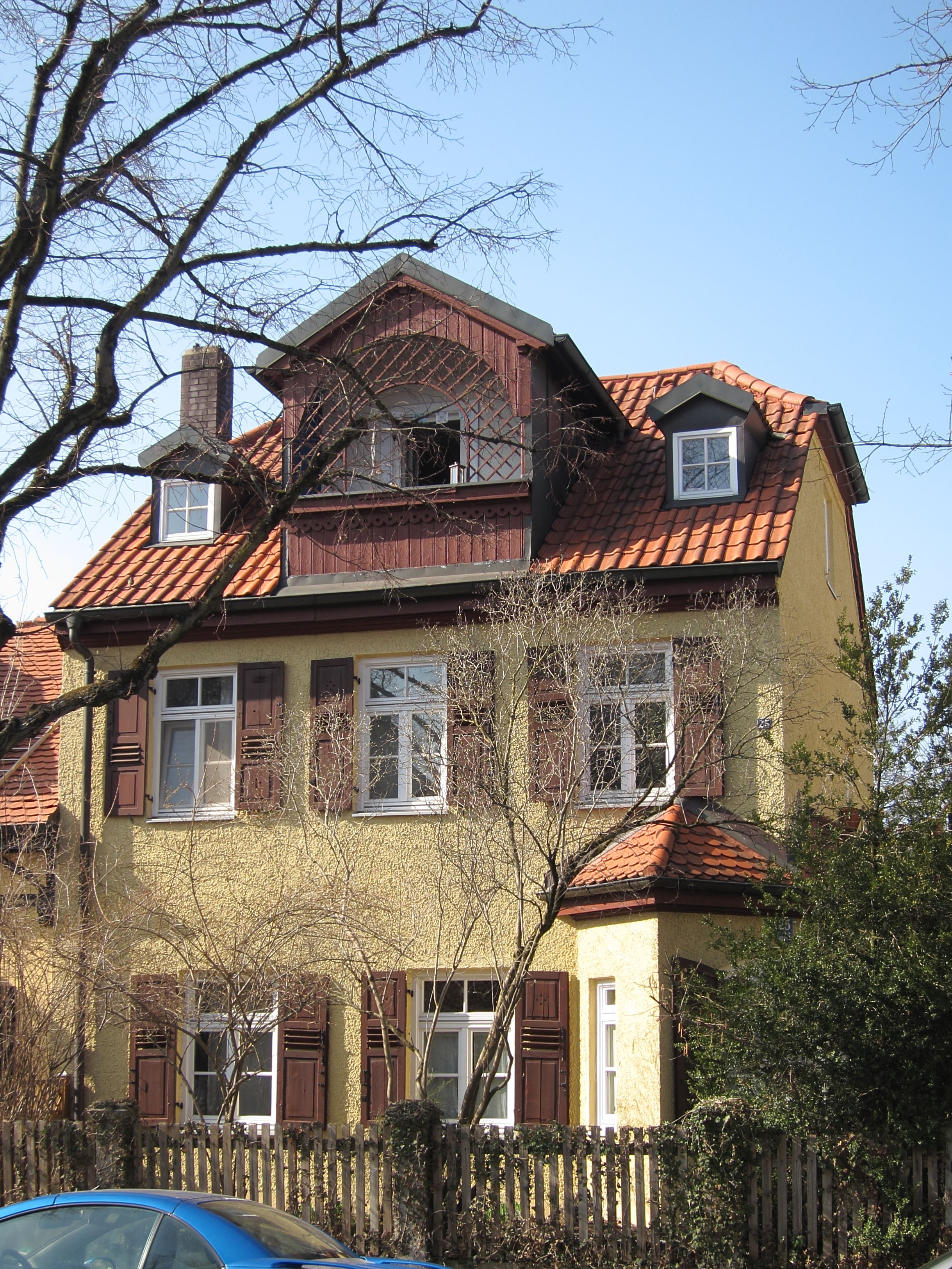
Villa August-Exter-Straße 25